# Jan Siberechts

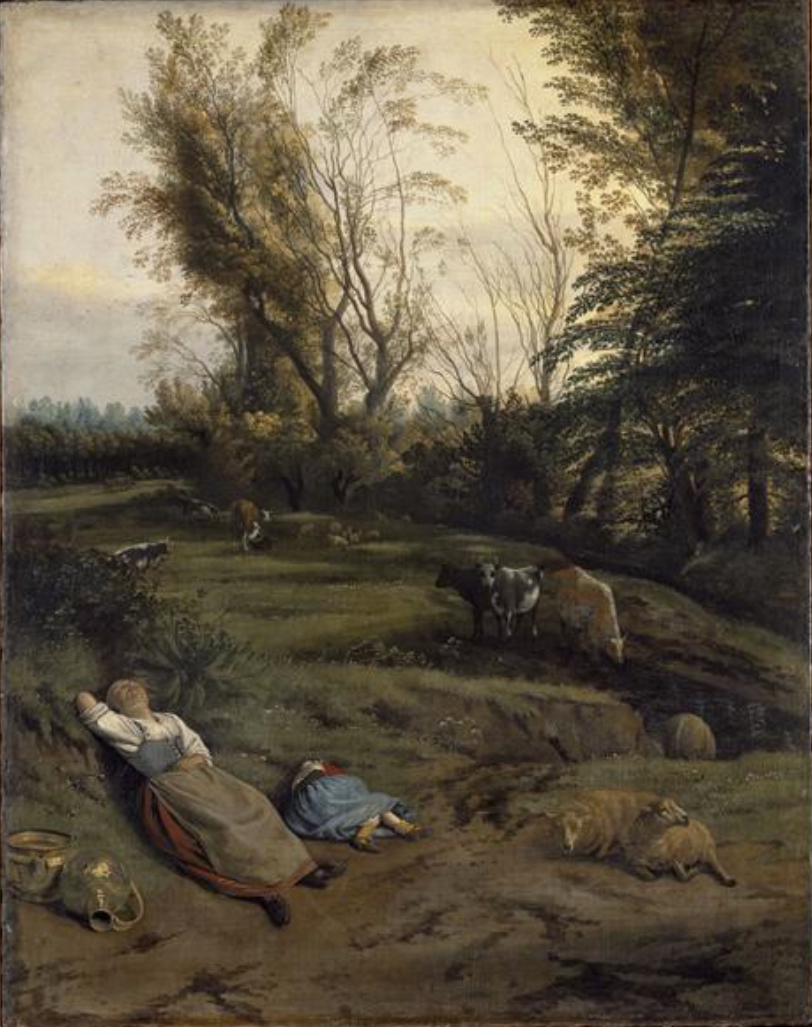
Viehweide mit schlafender Hirtin, nach 1650

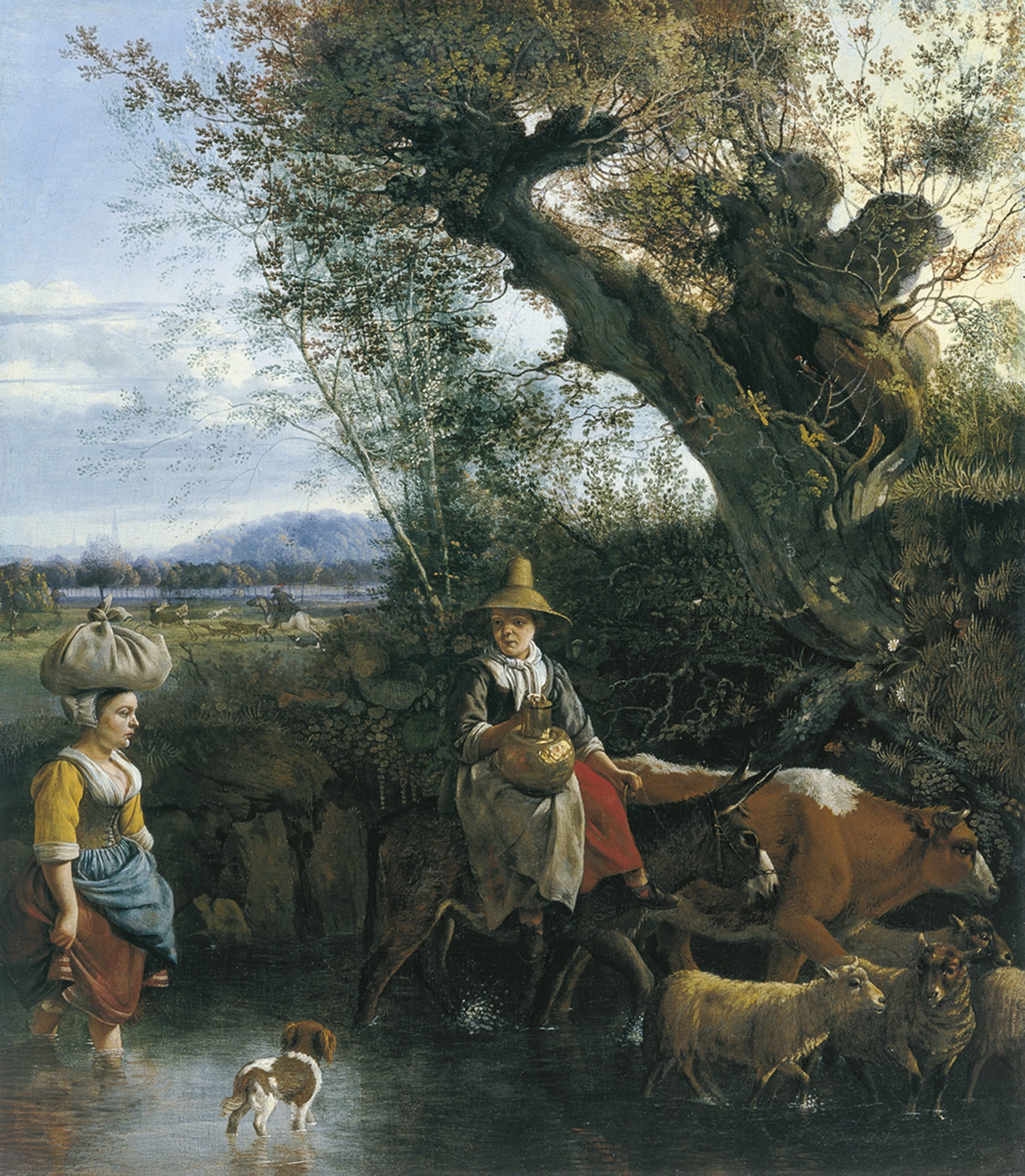
The Ford (ca. 1672)

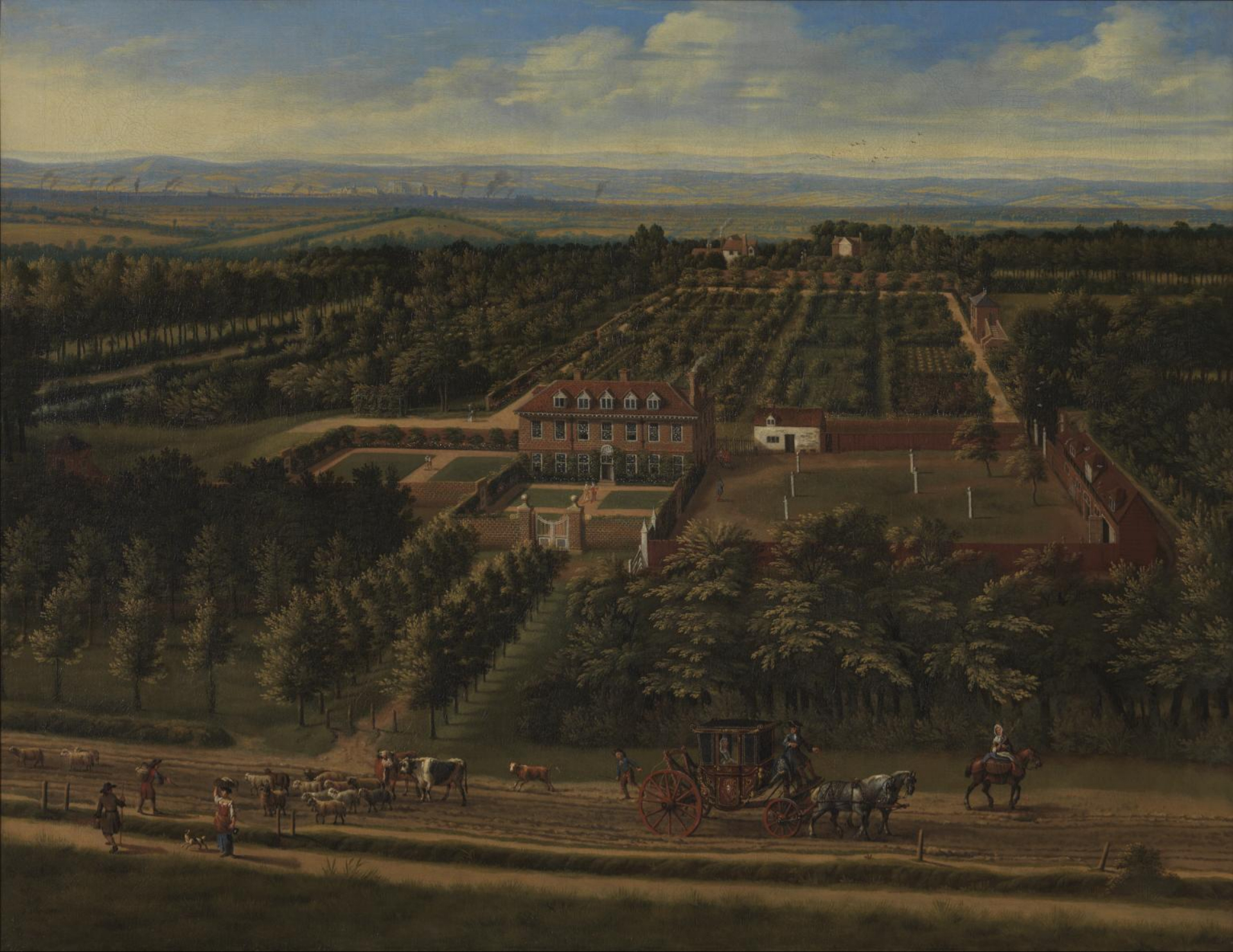
View of a House and its Estate in Belsize, Middlesex (1696)

Jan Siberechts, auch Johannes oder Jean Sibrechts, Sibrecht, Siebrechts oder Sybrecht (geboren oder getauft am 29. Januar 1627 in Antwerpen; † 1703 in London) war ein flämischer Landschaftsmaler.

## Leben
Siberechts war der Sohn eines gleichnamigen Bildhauers und dessen Frau Suzanna (geborene Mennens). Er war ein Schüler des Künstlers Adriaen de Bye (1593–1668). Im Jahr 1648 oder 1649 wurde er Meister der Lukasgilde seiner Heimatstadt. Aus dieser Zeit datieren seine ersten Werke. Er malte zunächst italienische Landschaften ähnlich anderer „Holländischer Italien-Fahrer“ wie Jan Both oder Nicolaes Pietersz. Berchem und unternahm wahrscheinlich um 1650 selbst eine Reise nach Italien. In den 1660er Jahren ging er zur Darstellung flämischer Landschaften und bäuerlichen Lebens über. Dabei stellte er in einem farblich kühl gehaltenen begrenzten Landschaftsausschnitt ungewöhnlich große (bevorzugt weibliche) Figuren dar, die einer landwirtschaftlichen Arbeit nachgehen und sich durch die lebhaften Farben ihrer Kleidung (weiß, rot, gelb) hervorheben. Ein beliebtes Motiv von ihm waren Furten und überschwemmte Landwege, überquert von Bauern mit Wagen voller Heu oder Gemüse.
1672 verließ Silberechts Antwerpen und ging nach London. Dorthin kam er vermutlich auf Einladung des Herzogs von Buckingham, der seine Bilder zuvor in Antwerpen gesehen hatte und ihn mit der Dekoration seiner Residenz Cliveden beschäftigte. Silberechts reiste durch England und machte sich in aristokratischen Kreisen einen Namen mit Darstellungen von Herrenhäusern. Unter anderem entstanden im Auftrag von Thomas Willoughby, 1st Baron Middleton, mehrere Ansichten von Wollaton Hall in Nottinghamshire. Er malte auch die Anwesen in Longleat (1675), Chevely (1681) und Chatsworth (1694). Neben Gebäudeansichten malte er nun meistens größere landschaftliche Ausschnitte, in warmem Braunton, häufig mit Jagd- oder ländlichen Szenen, einzelne Figuren nahmen dabei weniger Raum ein als in seinen früheren Werken. 1703 verstarb Siberechts in London.
Siberechts war seit dem 2. August 1652 mit Maria Anna (geborene Croes) verheiratet. Seine Tochter Frances ehelichte den Bildhauer John Nost, eine andere Tochter arbeitete als Spitzenklöpplerin für die Queen.

## Werke (Auswahl)
- Viehweide mit schlafender Hirtin (nach 1650), Leinwand, 107,3 × 84 cm, Alte Pinakothek[8]
- De nieuwsgierige koe (1665), Öl auf Leinwand, 82 × 95 × 6 cm, Königliches Museum der Schönen Künste (Antwerpen)
- Het wed (1665), Öl auf Leinwand, 121,6 × 100,2 cm, Königliches Museum der Schönen Künste (Antwerpen)
- The Ford (ca. 1672), Öl auf Leinwand, 63,5 × 55,4 cm, Museo Thyssen-Bornemisza, Madrid[9]
- Landscape with Rainbow, Henley-on-Thames (ca. 1690), Öl auf Leinwand, 81,9 × 102,9 cm (Rahmen 104 × 126,2 × 9,5 cm), Tate Gallery[10]
- View of a House and its Estate in Belsize, Middlesex (1696), Öl auf Leinwand, 107,9 × 139,7 cm, Tate Gallery[11]
- Pastoral Scene (ca. 1667–1668), Öl auf Leinwand, 59,1 × 88,7 cm, North Carolina Museum of Art[12]

Im Jahre 2011 entdeckte die Kuratorin einer Ausstellung von niederländischen Zeichnungen in Hamburg nach Rücksprache mit dem RKD, dem Rijksbureau voor Kunsthistorische Documentatie, dass eine 86,5 × 51,7 cm große Naturstudie aus der Hamburger Kunsthalle eine Vorstudie zu einem Gemälde Siberechts aus dem Jahre 1772 ist.